# Нонди, Амос
А́мос Нонди́ Обье́ро (англ. Amos Nondi Obiero; род. 10 февраля 1999, Руиру, Кения) — кенийский футболист, полузащитник клуба «Арарат-Армения» и Сборной Кении по футболу.

## Карьера
Карьеру начал у себя на родине в клубе «Гор Махиа».
В 2017 году перешёл в клуб «Колхети» из Поти. Дебютировал в Эровнули лиге в июле 2017 года в матче против тбилисского «Динамо».
В 2018 году стал игроком «Дилы». Впервые вышел в основном составе в марте 2018 года в матче с кутаисским «Торпедо». Дебютировал в Кубке Грузии в июне 2018 года против клуба «Мцхета».
В 2021 году сыграл в квалификации Лиги Конференций УЕФА. «Дила» играла в матче первого круга против словацкой «Жилины», но проиграла со счётом 5:1, и несмотря на победу в ответном матче, вылетела.

## Карьера в сборной
В ноябре 2021 года был вызван в сборную Кении, где сыграл в двух матчах отбора на Чемпионат мира по футболу. Кения сыграла вничью с Угандой и обыграла Руанду со счётом 2:1. По итогу 6 матчей Кения набрала всего 6 очков, и выйти в плей-офф ей не удалось.